# Baguio City
Baguio City (Ilokano: Ciudad ti Baguio; Filipino: Lungsod ng Baguio) ist eine Stadt im Norden der philippinischen Hauptinsel Luzón. Sie liegt 1500 m über dem Meer in den Philippinischen Kordilleren und war wegen der damit verbundenen kühleren Temperaturen zwischen 1910 und 1975 in den Sommermonaten Hauptstadt der Philippinen. In den Wintermonaten war Manila Hauptstadt.
Zahlreiche hochrangige Politiker des Landes sowie prominente Geschäftsleute unterhalten in Baguio luxuriöse Wohnsitze.
Die Stadt erreichte auch international vorübergehend Bekanntheit durch die Schachweltmeisterschaft 1978 zwischen dem damals amtierenden Weltmeister Anatoli Karpow aus der damaligen UdSSR und seinem ehemaligen Landsmann, dem aus der Sowjetunion geflüchteten Großmeister und damals noch staatenlosen Viktor Kortschnoi.
Am 14. Juli 1911 schüttete ein Wolkenbruch über dem Bergort Baguio 1168 Liter je Quadratmeter aus.

## Sehenswürdigkeiten
- Baguio Public Market
- Burnham Park
- Mines-View Parc
- Botanischer Garten
- Mansion Haus
- Lourdes Grotto
- Halsema Mountain Trail

## Städtepartnerschaften
Baguio unterhält mit folgenden Städten Partnerschaften:	
- Cusco in Peru[1]
- Havanna in Kuba

## Söhne und Töchter
- Carlito Cenzon (1939–2019), katholischer Geistlicher, Bischof von Baguio
- Delia Domingo-Albert (* 1942), Politikerin und Diplomatin
- Gregorio Honasan (* 1948), Offizier und Politiker
- Kidlat Tahimik (* 1942), Regisseur, Drehbuchautor und Schauspieler

## Einzelnachweise

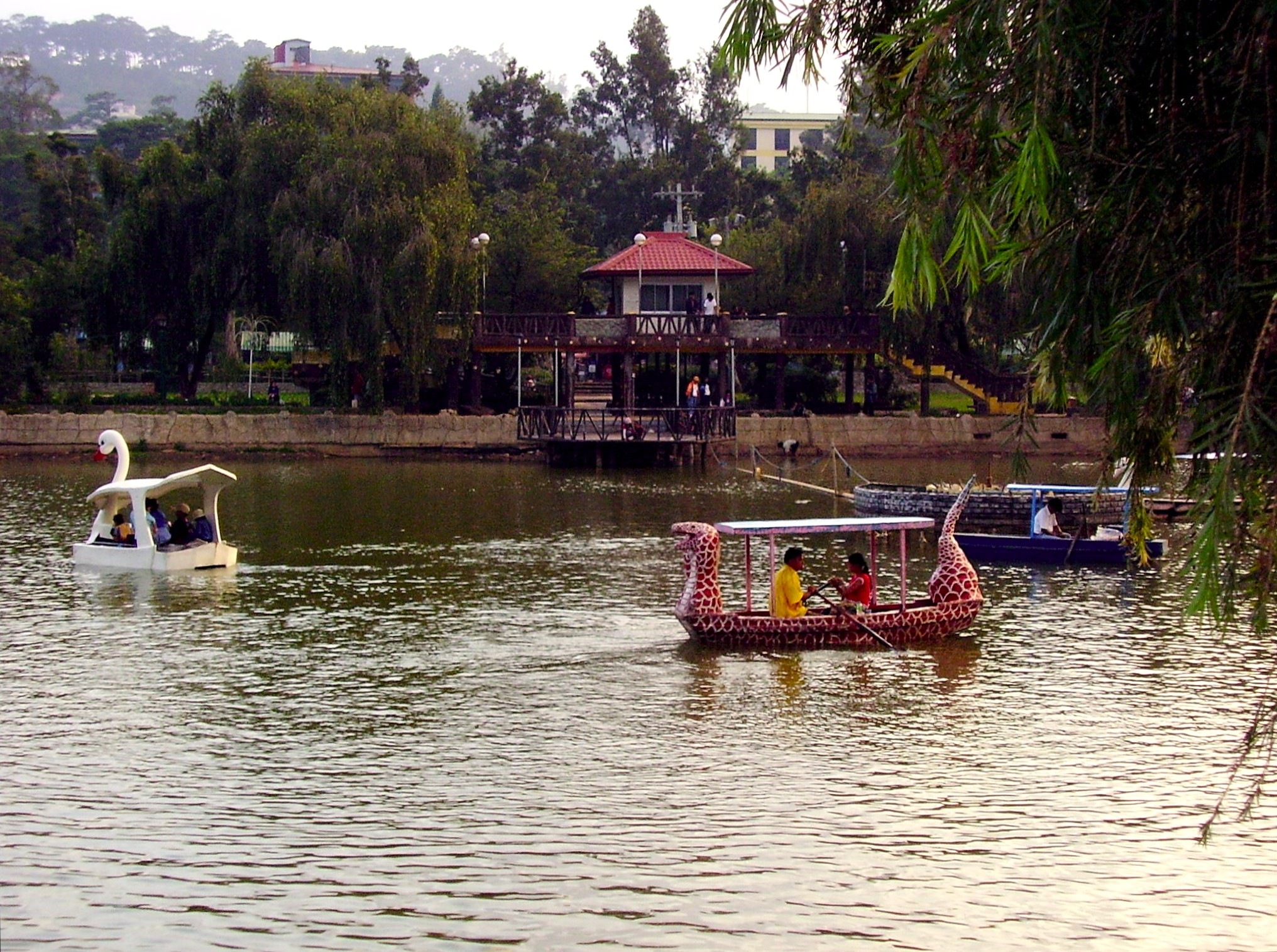
Burnham Park